# Iliana Medina García
Iliana Maribel Medina García (Nuevo Laredo, 2 de septiembre de 1984) es una política y funcionaria pública mexicana, reconocida por su trayectoria dentro del Partido Acción Nacional donde ha participado en varias elecciones para diputación federal y  local, y por su labor como Secretaria de Bienestar Social y Regidora de Nuevo Laredo, Tamaulipas.

## Biografía

### Estudios e inicios en la política
Iliana Medina nació el 2 de septiembre de 1984 en Nuevo Laredo, Tamaulipas. Cursó una Licenciatura en Ciencias Políticas y Administración Pública  en la Universidad de Monterrey y actualmente realiza una Maestría en Ciencias Políticas en la Universidad Autónoma de Nuevo León. Incursionó en la política en su juventud, vinculándose con el Partido de Acción Nacional (PAN) a mediados de la década de 2000. Representando al partido participó en varias contiendas electorales, incluyendo una notable campaña a diputación en 2007 por el Distrito XI de Nuevo Laredo en la que obtuvo más de 18 mil votos, un resultado inédito en una elección en la localidad.

### Cargos públicos en Nuevo Laredo
Luego de participar en dos ocasiones para ocupar cargos políticos como diputada local y diputada federal, Medina fue presentada por el electo Presidente Municipal de Nuevo Laredo Enrique Rivas Cuéllar dentro del Comité de Transición en la Entrega-Recepción, relacionado con las labores de la Secretaría de Desarrollo Social, Educación, Cultura y Deporte. Ese mismo año fue nombrada Secretaria de Bienestar Social de Nuevo Laredo, cargo que desempeñó hasta 2017. En 2018 fue designada como Regidora Municipal de la misma localidad y asumió los cargos de Secretaria General del Partido Acción Nacional en Nuevo Laredo y de Consejera Estatal del partido.
El 6 de mayo de 2020 Medina pidió licencia en su cargo como regidora y días después se integró nuevamente al gabinete como Secretaria de Bienestar Social, coordinando las direcciones de Bienestar Social, Educación, Salud, Participación Ciudadana, Zoológico y Acción Comunitaria. El 13 de agosto tomó protesta como parte del Consejo de Protección Civil que toma acciones en la lucha contra el cambio climático.